# Shinya Yamanaka
Shin’ya Yamanaka (Japans: 山中 伸弥, Yamanaka Shin’ya) (Higashiōsaka, 4 september 1962) is een Japans stamcel- en ontwikkelingsbiologie-onderzoeker.
In 2012 kreeg hij samen met John Gurdon de Nobelprijs voor de Fysiologie of Geneeskunde voor de ontdekking dat volwassen lichaamscellen geherprogrammeerd kunnen worden tot pluripotente stamcellen die alle celtypen van het menselijk lichaam kunnen vormen.

## Biografie
Yamanaka studeerde aan de Universiteit van Kobe waar hij aanvankelijk een opleiding volgde om orthopedisch chirurg te worden. Echter tijdens zijn studie maakte hij de overstap naar fundamenteel onderzoek. In 1993 promoveerde hij aan de Universiteit van Osaka. Vervolgens was hij werkzaam bij het Gladstone-instituut in de Verenigde Staten en het Nara Institute of Science in Japan. Naast zijn werkzaamheden voor Gladstone is hij ook hoogleraar celbiologie aan de Universiteit van Kioto.

## Werk
Voortbouwend op het eerdere werk van Gurdon publiceerde Yamanaka in 2006 een eenvoudig recept waarmee het mogelijk werd om volwassen cellen weer te laten terugkeren naar het embryonale stadium. Zijn onderzoek begon toen hij zich richtte op pluripotente cellen, embryonale stamcellen die na de bevruchting van de eicel ontstaan en die in staat zijn om alle celtypen van het lichaam te vormen.
In 2006 slaagde hij en zijn onderzoeksteam erin om geïnduceerde pluripotente stamcellen (iPS-cellen) te maken door huidcellen van muizen te herprogrammeren met behulp van vier genen: Oct3/4, Klf4, Sox2 en c-Myc, de zogenaamd Yamanaka-factoren). Deze iPS-cellen waren vervolgens, net als embryonale stamcellen, in staat om zich te veranderen in elke willekeurige lichaamscel. Later wisten hij en zijn team ook om iPS-cellen voort te brengen uit menselijke volwassen fibroblasten.
Het voordeel van deze door Yamanaka ontwikkelde methode is dat deze als alternatief voor embryonaal stamcelonderzoek kan worden gebruikt waardoor er geen stamcellen meer nodig zijn die afkomstig zijn van geaborteerde embryo’s. Bovendien kunnen er lichaamseigen cellen gekweekt worden waardoor afstotingsreacties worden voorkomen.

## Erkenning
Naast de Nobelprijs mocht Yamanaka ook The Shaw Prize (2008), de Albert Lasker Award for Basic Medical Research (2009), de Kyoto-prijs en de Balzam Prize in 2010 in ontvangst nemen. In 2012 werd hij onderscheiden met de Millennium Technologie Prijs voor zijn werk rondom stamcellen. Hierbij deelde hij de 1,2 miljoen euro die als geldprijs bij de onderscheiding hoorde met Linus Torvalds, de maker van de Linux-kernel. In 2013 was hij een laureaat van de Breakthrough Prize in Life Sciences waarbij hij drie miljoen dollar ontving.
1901: Behring · 
1902: Ross · 
1903: Finsen · 
1904: Pavlov · 
1905: Koch · 
1906: Golgi, Ramón y Cajal · 
1907: Laveran · 
1908: Mechnikov, Ehrlich · 
1909: Kocher · 
1910: Kossel · 
1911: Gullstrand · 
1912: Carrel · 
1913: Richet ·
1914: Bárány · 
1919: Bordet · 
1920: Krogh · 
1922: Hill, Meyerhof · 
1923: Banting, Macleod · 
1924: Einthoven ·
1926: Fibiger · 
1927: Wagner-Jauregg · 
1928: Nicolle · 
1929: Eijkman, Hopkins · 
1930: Landsteiner · 
1931: Warburg · 
1932: Sherrington, Adrian · 
1933: Morgan · 
1934: Whipple, Minot, Murphy · 
1935: Spemann · 
1936: Dale, Loewi · 
1937: Szent-Györgyi · 
1938: Heymans · 
1939: Domagk · 
1943: Dam, Doisy · 
1944: Erlanger, Gasser · 
1945: Fleming, Chain, Florey · 
1946: Muller · 
1947: C. Cori, G. Cori, Houssay · 
1948: Müller · 
1949: Hess, Moniz · 
1950: Kendall, Reichstein, Hench · 
1951: Theiler · 
1952: Waksman · 
1953: Krebs,Lipmann ·
1954: Enders, Weller, Robbins · 
1955: Theorell · 
1956: Cournand, Forssmann, Richards · 
1957: Bovet · 
1958: Beadle, Tatum, Lederberg · 
1959: Ochoa, Kornberg · 
1960: Burnet, Medawar · 
1961: Békésy · 
1962: Crick, Watson, Wilkins · 
1963: Eccles, Hodgkin, Huxley · 
1964: Bloch, Lynen · 
1965: Jacob, Lwoff, Monod · 
1966: Rous, Huggins · 
1967: Granit, Hartline, Wald · 
1968: Holley, Khorana, Nirenberg · 
1969: Delbrück, Hershey, Luria · 
1970: Katz, Euler, Axelrod · 
1971: Sutherland · 
1972: Edelman, Porter · 
1973: Frisch, Lorenz, Tinbergen · 
1974: Claude, De Duve, Palade · 
1975: Baltimore, Dulbecco, Temin ·
1976: Blumberg, Gajdusek · 
1977: Guillemin, Schally, Yalow · 
1978: Arber, Nathans, Smith · 
1979: Cormack, Hounsfield · 
1980: Benacerraf, Dausset, Snell · 
1981: Sperry, Hubel, Wiesel · 
1982: Bergström, Samuelsson, Vane · 
1983: McClintock · 
1984: Jerne, Köhler, Milstein · 
1985: Brown, Goldstein · 
1986: Cohen, Levi-Montalcini · 
1987: Tonegawa · 
1988: Black, Elion, Hitchings · 
1989: Bishop, Varmus · 
1990: Murray, Thomas · 
1991: Neher, Sakmann · 
1992: Fischer, Krebs · 
1993: Roberts, Sharp · 
1994: Gilman, Rodbell · 
1995: Lewis, Nüsslein-Volhard, Wieschaus · 
1996: Doherty, Zinkernagel · 
1997: Prusiner · 
1998: Furchgott, Ignarro, Murad · 
1999: Blobel · 
2000: Carlsson, Greengard, Kandel ·
2001: Hartwell, Hunt, Nurse · 
2002: Brenner, Horvitz, Sulston · 
2003: Lauterbur, Mansfield · 
2004: Axel, Buck · 
2005: Marshall, Warren ·
2006: Fire, Mello ·
2007: Capecchi, Smithies, Evans ·
2008: Zur Hausen, Barré–Sinoussi, Montagnier ·
2009: Blackburn, Greider, Szostak ·
2010: Edwards ·
2011: Beutler, Hoffmann, Steinman ·
2012: Gurdon, Yamanaka ·
2013: Rothman, Schekman, Südhof ·
2014: O'Keefe, Moser, Moser ·
2015: Campbell, Omura, Tu ·
2016: Osumi ·
2017: Hall, Rosbash, Young ·
2018: Allison, Honjo ·
2019: Kaelin, Ratcliffe, Semenza ·
2020: Alter, Houghton, Rice ·
2021: Julius, Patapoutian ·
2022: Pääbo ·
2023: Karikó, Weissman ·
2024: Ambros, Ruvkun